# Eurobalis
Eurobalis är en, inom European Rail Traffic Management (ERTMS), standardiserad balis (en platta i ett järnvägsspår) som kan sända information om positionen utmed spåret när den aktiveras av ett passerande tågs "Balise Transmission Module" (BTM) - en slags elektronisk milsten. Ordet Balis kommer från franskan och kan översättas till Radiofyr (eng. Beacon). En balise har ingen egen spänningskälla. Energin fås i radiosignalen från det passerande tågets sändare, som även är balis-avläsande mottagare.

## Historik

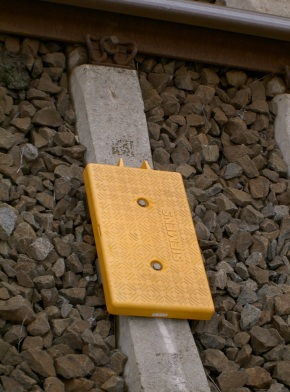
Eurobalis. Fabrikat Siemens

Under andra hälften av 1900-talet ville man skapa ett system som eliminerade den mänskliga faktorn när en lokförare ej följde det som meddelades på de optiska signalerna utmed banan, till exempel körde förbi en stoppsignal.
Det ledde till införandet av ATC (Automatic Train Control) där Sverige var tidiga. Nyckeln till ATC-systemet var de baliser som placerades mellan rälerna vid signaler och hastighetstavlor. Baliserna kunde dels sända fast information om banans spårgeometri (lutningar mm) samt variabel information om den hastighet som gällde, dels vid den passerade signalen och dels vid nästa signal. På tågen fanns en sändare som aktiverade baliserna så att de började sända och en mottagare som läste av den sända informationen. I nödfall bromsades tåget automatiskt om inte föraren reagerade.
Senare kom liknande system i andra länder. Resultatet blev en mängd varianter som försvårade gränsöverskridande trafik genom att lokbyte krävdes. För att stödja internationell tågtrafik utvecklade EU en standard - European Rail Traffic Management System (ERTMS) - som införs under 2000-talet. Man utnyttjade då erfarenheter av ATC, baliser och nya tekniska möjligheter.
Botniabanan är den första svenska banan som använder Eurobaliser. 660 stycken.

## Teknik
Eurobalisen har en liknande grundkonstruktion som ATC-balisen. En gul platta mellan rälerna. Den aktiveras av det elektromagnetiska fält som utsändes från tågets sändare / mottagare (Balise Transmission Module - BTM).
- Grundfunktionen är att endast sända fasta uppgifter:
  - Meddelandet eller "paketet" kan innehålla 1023 eller 341 bitar.
  - Positionsangivelse - LDA (Location Dependant Addressing) - till tåget. Den punkt utmed banan , där tåget just befinner sig. Tåget vidarebefordrar sin aktuella position via radio (GSM-R) till säkerhetssystemets radioblockcentral RBC (en databas, som håller reda på var alla tåg befinner sig) för att tex. stoppa efterföljande tåg om de kommer för nära.
  - Meddelanden om att man kör in eller ut ur ett E-system, att GSM-R ska kopplas på / av, att ett radiostörningsområde (järnbro) nalkas mm.
  - Den högsta tillåtna hastighet (STH) som gäller.
- Baliserna placeras alltid i par om två med samma inbördes ordning för uppspåret så att tåget kan tolka sin körriktning.
- Eurobaliser kan även sända variabel information om den hastighet som för tillfället gäller (movement authority) såsom inom ATC. Därvid anslutes balisen till en "Lineside Equipment Unit" (LEU) som finns utmed banan (normalt där en optisk signal skulle finnas). Inom ERTMS är detta tänkt att ske endast i nivå 1, se ERTMS. I de högre nivåerna 2 och 3 sänds den variabla informationen från säkerhetssystemet via järnvägens egna mobiltelefonnät GSM-R såsom svar på den positionsangivelse (LDA) som tåget sänt till säkerhetssystemet.
- Eurobalisen kräver ingen kabelanslutning om den inte ska kunna sända variabla meddelanden.
- Eurobalisens fasta information programmeras normalt kontaktlöst på plats, genom att man håller en programmeringsdosa ovanför balisen. Baliserna kan även "tystas" under installationstiden.
- Eurobalisen kan även mottaga data från tåget. Denna funktion används sällan.
- Inga optiska signaler behövs i nivå 2 och 3 eftersom föraren får samma information på en bildskärm. Erfarenheterna från ATC:s tillgänglighet, där man hade kvar signalerna som reserv, var tillräckligt goda.
- Eftersom de fasta Eurobaliserna är så billiga kan de placeras ut tätare så att man får "flytande" fjärrblockering och kan låta tågen köra tätare efter varandra.

Information om spårgeometrin (lutningar och gradienter) sänds istället av radioblockcentralen som beräknat bromssträckor och därmed var bromsning måste påbörjas.